# Червоний кордон

Стаття «За нищення насіння — 8 років», розміщена у газеті «Червоний кордон». 1933 рік

«Черво́ний кордо́н» — газета, яка виходила в Кам'янці-Подільському в 1924—1941 роках.

## Історія
Перше число побачило світ 1 травня 1924 року. Перший редактор — Сава Божко. Відповідальним секретарем працював Терень Масенко, завідувачем відділу листів — Петро Довгалюк.
3 серпня 1924 року в газеті надруковано перший вірш Наталі Забіли «Оксамитними чорними шатами…»
1925 року в редакції газети тимчасово працював письменник Іван Багряний (Лозов'яга), який у «Червоному кордоні» надрукував перші вірші.
У 1927—1929 роках у редакції «Червоного кордону» працював Володимир Бєляєв, який послідовно очолював кілька відділів (зокрема, театральний). Спрівпрацю з газетою розпочав ще 1924 року, працюючи ливарником на заводі.
Одним із довоєнних редакторів газети був Лука Паламарчук — майбутній міністр закордонних справ УРСР.
У 1936—1937 роках, а потім у 1939—1940 роках, відбувши службу в армії, в редакції газети працював майбутній письменник Володимир Бабляк.
Перед війною в редакції «Червоного кордону» працював поет Андрій Патрус-Карпатський.
| Газета | Це незавершена стаття про газету. Ви можете допомогти проєкту, виправивши або дописавши її. |